# La verità (Brunori Sas)
La verità è un singolo del cantautore italiano Brunori Sas, pubblicato il 16 dicembre 2016 come primo estratto dal quarto album in studio A casa tutto bene.

## Tracce
- Download digitale

1. La verità – 5:02

## Video musicale
Il video musicale, diretto da Giacomo Triglia e girato lungo Corso Mazzini a Cosenza, è stato pubblicato in concomitanza all'uscita del brano attraverso il canale YouTube del cantautore.